# Madonna della pappa
La Madonna della Pappa è un dipinto a olio su tavola del pittore olandese Gerard David datato 1510-1515 e conservato ai Musei di Strada Nuova a Genova.

## Descrizione e stile
La tavola è rapportabile alle opere di carattere devozionale a cui appartengono almeno sette differenti versioni dello stesso soggetto realizzate da David, tra cui la tavola Virgin and Child with the Milk Soup conservata all’Aurora Trust di New York, con cui condividono lo stesso cartone o modello, chiaramente riconoscibile in tutte le repliche. Sono evidenti le influenze di impronta lombarda, riconducibili ad un prototipo leonardesco, di cui esistono diverse varianti realizzate da alcuni artisti italiani fra cui Bernardino de’ Conti e Ambrosius Benson, che nel 1519 entrò proprio nella bottega di David a Bruges.

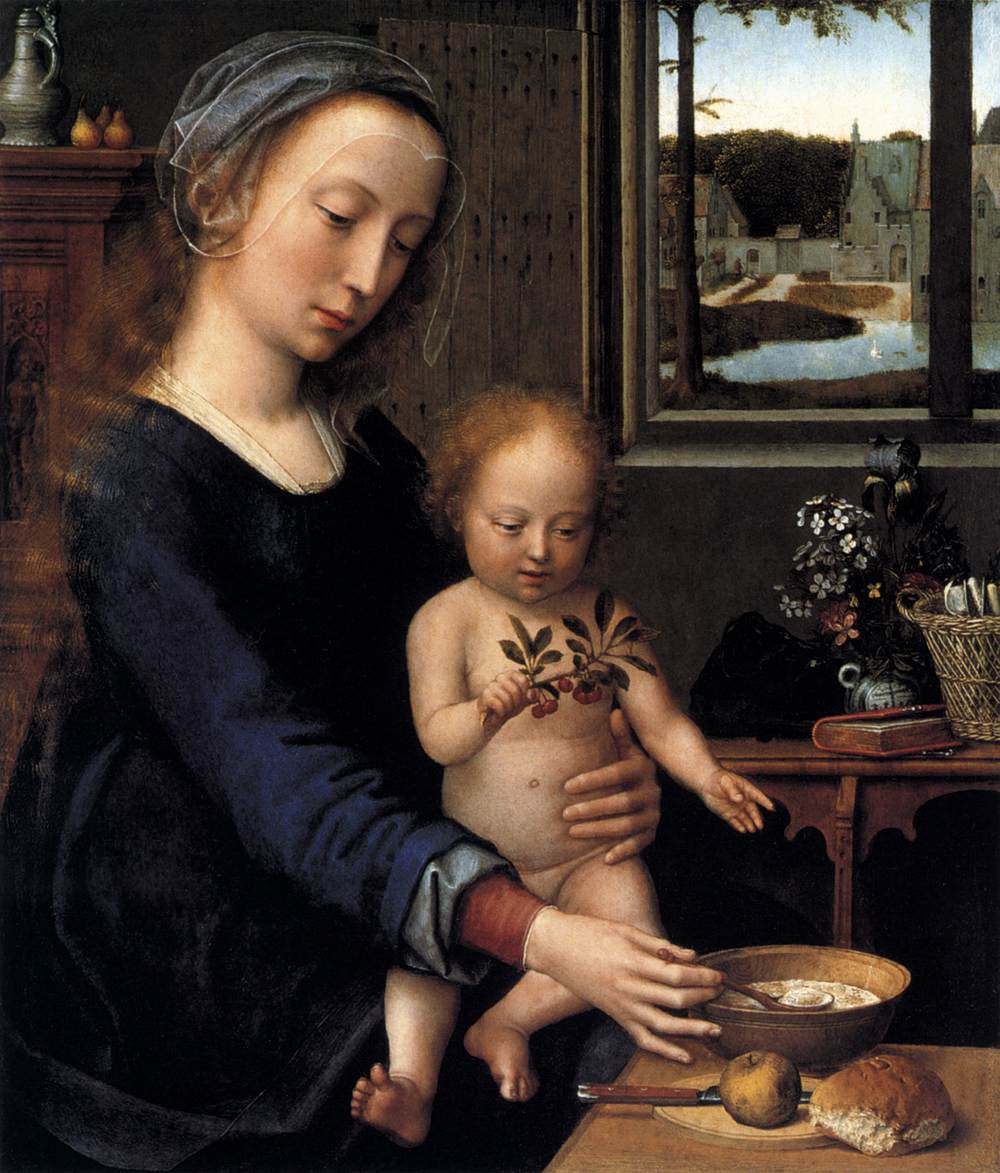
Virgin and Child with the Milk Soup, Aurora Trust, New York

La scena è ambientata in un interno domestico: dalla finestra si scorge un paesaggio nordico con una cittadina campestre attraversata da un fiume dove un animale si sta abbeverando. La stanza è arricchita da oggetti d'uso quotidiano: un libro, un cesto, un sacco e in alto a sinistra una piccola natura morta accompagnata da una brocca di peltro. Il pane, la ciotola con il latte, la mela e il coltello ricoprono un valore simbolico alludendo all'eucaristia e alla Passione di Cristo. La Vergine, ritratta a mezzo busto, ha lunghi capelli biondi che cadono sulle spalle sotto un velo impalpabile che le incornicia il volto dall’espressione tenera e materna. Indossa una veste blu e tiene il figlio in grembo, reggendolo con la mano sinistra e raccogliendo la pappa con la destra. Il bambino, avvolto in una sottile tunica trasparente, guarda il piccolo cucchiaio di legno che regge nella mano destra.